# Anglo-Scottish Cup 1977/78
Der Anglo-Scottish Cup wurde 1977/78 zum 3. Mal ausgespielt. Das Turnier für Fußball-Vereinsmannschaften aus England und Schottland galt als Nachfolger des Texaco Cup. Der Pokal wurde unter insgesamt 24 Teilnehmern ausgespielt. Davon waren 16 Vereine dem englischen Verband unterstehend sowie acht Vereine der Scottish FA. Er begann am 30. Juli 1977 und endete mit dem Finalrückspiel am 5. Dezember 1977 im Ashton Gate Stadium in Bristol. Als Titelverteidiger startete Nottingham Forest in den Wettbewerb, das im Vorjahresfinale gegen den FC Orient gewann. Im diesjährigen Endspiel trafen Bristol City aus England und der FC St. Mirren aus Schottland aufeinander. Das Finale gewann Bristol nach Hin- und Rückspiel mit 3:2.

## 1. Runde

### Gruppenphase England

#### Gruppe A
Ausgetragen wurden die Begegnungen zwischen dem 30. Juli und 13. August 1977.
| Pl. | Verein           | Sp. | S | U | N | Tore    | Diff. | Punkte |
| --- | ---------------- | --- | - | - | - | ------- | ----- | ------ |
| 1.  | Blackburn Rovers | 3   | 2 | 0 | 1 | 006:300 | +3    | 04     |
| 2.  | Bolton Wanderers | 3   | 2 | 0 | 1 | 002:200 | ±0    | 04     |
| 3.  | FC Blackpool     | 3   | 1 | 0 | 2 | 005:400 | +1    | 02     |
| 4.  | FC Burnley       | 3   | 1 | 0 | 2 | 002:600 | −4    | 02     |

| 1. Spieltag      |     |                  |
| Blackburn Rovers | 3:1 | FC Blackpool     |
| Bolton Wanderers | 1:0 | FC Burnley       |
| 2. Spieltag      |     |                  |
| Blackburn Rovers | 2:0 | Bolton Wanderers |
| FC Burnley       | 0:4 | FC Blackpool     |
| 3. Spieltag      |     |                  |
| FC Blackpool     | 0:1 | Bolton Wanderers |
| FC Burnley       | 2:1 | Blackburn Rovers |

#### Gruppe B
Ausgetragen wurden die Begegnungen zwischen dem 30. Juli und 13. August 1977.
| Pl. | Verein          | Sp. | S | U | N | Tore    | Diff. | Punkte |
| --- | --------------- | --- | - | - | - | ------- | ----- | ------ |
| 1.  | Bristol City    | 3   | 2 | 0 | 1 | 005:200 | +3    | 04     |
| 2.  | Birmingham City | 3   | 1 | 2 | 0 | 003:200 | +1    | 04     |
| 3.  | Plymouth Argyle | 3   | 1 | 1 | 1 | 002:300 | −1    | 03     |
| 4.  | Bristol Rovers  | 3   | 0 | 1 | 2 | 002:500 | −3    | 01     |

| 1. Spieltag     |     |                 |
| Birmingham City | 1:0 | Bristol City    |
| Bristol Rovers  | 0:1 | Plymouth Argyle |
| 2. Spieltag     |     |                 |
| Bristol City    | 3:1 | Bristol Rovers  |
| Plymouth Argyle | 1:1 | Birmingham City |
| 3. Spieltag     |     |                 |
| Bristol Rovers  | 1:1 | Birmingham City |
| Plymouth Argyle | 0:2 | Bristol City    |

#### Gruppe C
Ausgetragen wurden die Begegnungen zwischen dem 30. Juli und 13. August 1977.
| Pl. | Verein       | Sp. | S | U | N | Tore    | Diff. | Punkte |
| --- | ------------ | --- | - | - | - | ------- | ----- | ------ |
| 1.  | FC Fulham    | 3   | 3 | 0 | 0 | 003:000 | +3    | 06     |
| 2.  | FC Chelsea   | 3   | 1 | 1 | 1 | 004:300 | +1    | 03     |
| 3.  | Norwich City | 3   | 0 | 2 | 1 | 003:400 | −1    | 02     |
| 4.  | FC Orient    | 3   | 0 | 1 | 2 | 001:400 | −3    | 01     |

| 1. Spieltag  |     |              |
| FC Chelsea   | 2:2 | Norwich City |
| FC Fulham    | 1:0 | FC Orient    |
| 2. Spieltag  |     |              |
| FC Chelsea   | 2:0 | FC Orient    |
| Norwich City | 0:1 | FC Fulham    |
| 3. Spieltag  |     |              |
| Norwich City | 0:1 | FC Orient    |
| FC Fulham    | 1:0 | FC Chelsea   |

#### Gruppe D
Ausgetragen wurden die Begegnungen zwischen dem 30. Juli und 13. August 1977.
| Pl. | Verein           | Sp. | S | U | N | Tore    | Diff. | Punkte |
| --- | ---------------- | --- | - | - | - | ------- | ----- | ------ |
| 1.  | Notts County     | 3   | 2 | 1 | 0 | 006:400 | +2    | 05     |
| 2.  | Sheffield United | 3   | 2 | 0 | 1 | 009:500 | +4    | 04     |
| 3.  | Oldham Athletic  | 3   | 0 | 2 | 1 | 003:400 | −1    | 02     |
| 4.  | Hull City        | 3   | 0 | 1 | 2 | 001:400 | −3    | 01     |

| 1. Spieltag      |     |                  |
| Hull City        | 0:2 | Sheffield United |
| Oldham Athletic  | 0:0 | Notts County     |
| 2. Spieltag      |     |                  |
| Hull City        | 1:1 | Oldham Athletic  |
| Sheffield United | 4:5 | Notts County     |
| 3. Spieltag      |     |                  |
| Notts County     | 1:0 | Hull City        |
| Oldham Athletic  | 2:3 | Sheffield United |

### K.-o.-System Schottland
Ausgetragen wurden die Begegnungen zwischen dem 3. und 22. August 1977.
|                     | Gesamt |                | Hinspiel | Rückspiel |
| ------------------- | ------ | -------------- | -------- | --------- |
| Hibernian Edinburgh | 4:3    | Ayr United     | 2:1      | 2:2       |
| FC Motherwell       | 11:1   | Alloa Athletic | 7:0      | 4:1       |
| Partick Thistle     | 4:1    | FC Clydebank   | 3:0      | 1:1       |
| Stirling Albion     | 1:5    | FC St. Mirren  | 1:4      | 0:1       |

## Viertelfinale
Ausgetragen wurden die Spiele zwischen dem 13. und 28. September 1977.
|                     | Gesamt |                  | Hinspiel | Rückspiel |
| ------------------- | ------ | ---------------- | -------- | --------- |
| FC Fulham           | 4:6    | FC St. Mirren    | 1:1      | 3:5       |
| FC Motherwell       | 1:2    | Notts County     | 1:1      | 0:1       |
| Partick Thistle     | 2:3    | Bristol City     | 2:0      | 0:3       |
| Hibernian Edinburgh | 3:1    | Blackburn Rovers | 2:1      | 1:0       |

## Halbfinale
Ausgetragen wurden die Spiele zwischen dem 18. Oktober und 1. November 1977.
|                     | Gesamt |               | Hinspiel | Rückspiel |
| ------------------- | ------ | ------------- | -------- | --------- |
| Notts County        | 1:2    | FC St. Mirren | 1:0      | 0:2       |
| Hibernian Edinburgh | 4:6    | Bristol City  | 1:1      | 3:5       |

## Finale

### Hinspiel
| FC St. Mirren                              | FC St. Mirren | Bristol City                                                                                      | Bristol City |
| ------------------------------------------ | --- | ------------------------------------------------------------------------------------------------- | ------------ |
| FC St. Mirren                              | \| 23. November 1977 in Paisley (Love Street) \| \| Ergebnis: 1:2 (0:1) \| \| Zuschauer: 8.000 \|                                                                             | \| 23. November 1977 in Paisley (Love Street) \| \| Ergebnis: 1:2 (0:1) \| \| Zuschauer: 8.000 \| | Bristol City |
| FC St. Mirren                              | John Shaw – Gerry Sweeney, Don Gillies, Gerry Gow, Gary Collier, Geoff Merrick, Trevor Tainton, Tom Ritchie, Kevin Mabbutt, Peter Cormack, Jimmy Mann Cheftrainer: Alan Dicks |                                                                                                   | Bristol City |
| FC St. Mirren                              | Abercromby | Kevin Mabbutt (20.) Peter Cormack (74.)                                                           | Bristol City |
| 23. November 1977 in Paisley (Love Street) | |                                                                                                   |              |
| Ergebnis: 1:2 (0:1)                        | |                                                                                                   |              |
| Zuschauer: 8.000                           | |                                                                                                   |              |

### Rückspiel
| Bristol City                                      | Bristol City | FC St. Mirren                                                                                             | FC St. Mirren |
| ------------------------------------------------- | --- | --- | ------------- |
| Bristol City                                      | \| 5. Dezember 1977 in Bristol (Ashton Gate Stadium) \| \| Ergebnis: 1:1 (0:0) \| \| Zuschauer: 16.110 \|                                                                       | \| 5. Dezember 1977 in Bristol (Ashton Gate Stadium) \| \| Ergebnis: 1:1 (0:0) \| \| Zuschauer: 16.110 \| | FC St. Mirren |
| Bristol City                                      | John Shaw – Don Gillies, Gerry Sweeney, Gerry Gow, Gary Collier, Geoff Merrick, Trevor Tainton, Tom Ritchie, Kevin Mabbutt, Jimmy Mann, Clive Whitehead Cheftrainer: Alan Dicks | | FC St. Mirren |
| Bristol City                                      | Kevin Mabbutt (70.) | Reid | FC St. Mirren |
| 5. Dezember 1977 in Bristol (Ashton Gate Stadium) | | |               |
| Ergebnis: 1:1 (0:0)                               | | |               |
| Zuschauer: 16.110                                 | | |               |